# Charles de Pomairols
Charles de Pomairols, né le 23 janvier 1843 place Notre-Dame à Villefranche-de-Rouergue en Aveyron et mort dans la même ville aux Pesquiès le 24 janvier 1916, est un poète et romancier régionaliste français.

## Biographie
Jean Marie Charles de Pomairols-Pujol est né à Villefranche-de-Rouergue en 1842 au sein d'une riche famille noble. Il est récompensé plusieurs fois par l'Académie française. En 1881, il obtient le prix Montyon pour Rêves et pensées. En 1890, il obtient le même prix pour Lamartine, étude de morale et d’esthétique. En 1896, il obtient le prix Archon-Despérouses pour Regards intimes. Enfin, en 1903, il obtient le prix Botta pour l'ensemble de son œuvre.
Avec son épouse, Marguerite Dissez, il s'installe au château de La Pèze à Savignac. A la mort de sa fille, Léontine âgée de 13 ans, il compose un recueil de plus de 200 poèmes intitulé Pour l'Enfant en 1904.
Il contribua à la fondation en 1908 de La Veillée d'Auvergne, une association régionaliste affiliée au félibrige.
Descendant des Pomairols, famille de consuls villefranchois, grand ami de José-Maria de Heredia, perdant malheureux face à Henri Bergson à l'Académie française en 1914, grand spécialiste d'Alphonse de Lamartine, il tient salon rue Saint-Dominique, à Paris, où il reçoit les écrivains catholiques tels que François Mauriac. Il se place à la tête de l'École spiritualiste qui décernait un prix de littérature chaque année. Il est candidat à l'Académie française à plusieurs reprises mais ne fut pas élu.
Il meurt à Villefranche-de-Rouergue, aux Pesquiès le 24 janvier 1916.

## Œuvres
- La Vie meilleure : La Beauté. Les Tendresses. Poésies idéalistes, 1879
La Vie meilleure sur Gallica
- Rêves et pensées, 1880
- La Nature et l'âme, poésies, 1887
- Lamartine, étude de morale et d'esthétique, 1889
Lamartine, étude de morale et d'esthétique sur Gallica
- Regards intimes (1887-1890), poésies, 1895
- Pour l'enfant, poésies, 1904
- Ascension, roman, 1910
- Le Repentir, roman, 1912
- Poèmes choisis, préface de Maurice Barrès, 1913
Poèmes choisis sur Gallica